# Resuttano
Resuttano é uma comuna italiana da região da Sicília, província de Caltanissetta, com cerca de 2.467 habitantes. Estende-se por uma área de 38 km², tendo uma densidade populacional de 65 hab/km². Faz fronteira com Alimena (PA), Blufi (PA), Bompietro (PA), Petralia Sottana (PA), Santa Caterina Villarmosa.

## Demografia
| Variação demográfica do município entre 1861 e 2011                               |
|                                                                                   |
| Fonte: Istituto Nazionale di Statistica (ISTAT) - Elaboração gráfica da Wikipedia |